# Традате
Традате (итал. Tradate) је насеље у Италији у округу Варезе, региону Ломбардија.
Према процени из 2011. у насељу је живело 17154 становника. Насеље се налази на надморској висини од 299 м.

## Становништво
Према резултатима пописа становништва 2011. у општини је живело 17.729 становника.
| 1931. | 1936. | 1951.  | 1961.  | 1971.  | 1981.  | 1991.  | 2001.  | 2011.  |
| ----- | ----- | ------ | ------ | ------ | ------ | ------ | ------ | ------ |
| 8.021 | 7.945 | 10.608 | 13.314 | 16.023 | 16.473 | 15.921 | 15.960 | 17.729 |

## Партнерски градови
- Loriol-sur-Drôme
- Mirmande Trévoux